# Digitalism
Digitalism est un groupe de musique électronique allemand. Il est formé par Jens Moelle et İsmail Tüfekçi.

## Biographie
En 2004, le duo auto-produit son premier single Idealistic. Zdarlight paraît ensuite en 2005 suivi de Jupiter Room l'année suivante. Leur premier album Idealism sort en mars 2007 sur le label Kitsuné dans plus de 20 pays[réf. nécessaire] et se vend à 180 000 exemplaires[réf. nécessaire]. En 2008 sort un album contenant de nombreux remix sur le label Kitsuné : Kitsuné Tabloïd Compiled and Remixed by Digitalism. 
En 2011, le groupe sort un album intitulé I Love You Dude. Le 13 mai 2016, le groupe revient avec l'album Mirage.
En 2019, Digitalism sort leur dernier album en date: JPEG.

## Influences
Digitalism s'inspire des rythmes, samples, beats, vocaux de la French touch et de rock anglais.

## Discographie

### Singles
- 2014 : Wolves